# Un homme hors du commun
Un homme hors du commun est le neuvième épisode du feuilleton télévisé Prison Break. 

## Résumé
À Fox River, alors que Michael prend une douche, Seth vient le voir et le supplie de l'aider. T-Bag surgit et menace d'aller tout raconter sur son projet d'évasion lorsque Michael lui suggère de laisser le jeune prisonnier un peu tranquille. Michael décide donc de ne rien faire. Il s'en va sans répondre quand Seth lui redemande de l'aider.
Dans le bureau du directeur Henry Pope, Lincoln lui demande de faire quelque chose pour retrouver son fils qui a disparu. Pope lui rappelle qu'il ne peut rien faire, c'est hors de sa compétence. Lincoln propose donc de participer lui-même aux recherches. Bien entendu, Pope lui rappelle qu'il est un condamné à mort, qu'il ne peut donc bénéficier d'aucune autorisation de sortie et que son fils est soupçonné d'avoir commis un double homicide.
Les membres de la PI continuent de creuser un trou au centre de la salle des gardiens. Sucre s'inquiète des gravats qui risquent d'attirer l'attention sur leurs activités. Michael lui explique qu'ils doivent s'en débarrasser petit à petit dans la cour. Alors que chacun jette discrètement des petits cailloux, de nouveaux prisonniers arrivent à Fox River. Pendant que Michael surprend le regard intéressé de T-Bag, C-Note ramasse pensivement l'un des cailloux. De retour dans les cellules, Michael et Sucre ne peuvent empêcher Seth de se pendre. Effondré, Michael retrouve son frère et à l'église et s'en veut de n'avoir rien fait pour aider le jeune prisonnier. Lincoln lui assure qu'il ne pouvait rien faire et tente de le calmer. Mais Michael continue de s'interroger sur ce que sont devenues ses valeurs. Lincoln lui rappelle que sauver le plan est une priorité, que L.J. est seul à l'extérieur et que plus vite ils s'évaderont, plus vite ils pourront l'aider. 
Un peu plus tard dans la cour, C-Note observe Michael sortir des petits cailloux de sa poche. Il est abordé par l'un des nouveaux détenus, David Apolskis qui cherche à se faire des amis. Sous l'œil attentif de T-Bag, C-Note le rejette durement et d'autre détenus noirs lui font comprendre qu'ils ne sont pas intéressés. Alors qu'Abruzzi jette lui aussi ses cailloux, Bellick l'appelle pour lui annoncer qu'il n'a pas été payé. En effet, pour bénéficier de certains avantages au sein de la prison, Abruzzi verse chaque mois une somme sur le compte du capitaine des gardiens, par l'intermédiaire de Philly Falzone. Bellick le menace de lui retirer ses avantages, comme de diriger la PI, s'il ne reçoit pas son argent. Abruzzi tente alors de joindre Falzone mais celui-ci refuse de lui répondre au téléphone.
En fin de soirée, alors qu'ils n'ont pas fini de creuser, les membres de l'équipe doivent quitter la salle sur ordre du gardien Louis Patterson. Ils doivent rester à proximité, le temps que le gardien reste un moment tranquille avec Becky, la secrétaire du directeur. 
T-Bag tente de sympathiser avec Tweener mais celui-ci repousse ses avances. T-Bag va alors le poursuivre de ses assiduités. Voyant la détresse de Tweener et malgré les menaces de T-Bag, Michael décide d'intervenir. Il lui demande d'abord de laisser le jeune prisonnier tranquille puis le lendemain le frappe avec une barre de fer et lui ordonne de ne pas s'approcher de Tweener. Il a compris que T-Bag veut sortir de prison et qu'il ne parlera jamais du plan pour ne pas risquer de tout perdre.  
À New Glarus, en cherchant du café, Veronica trouve des revolvers. Nick lui explique qu'ils sont là depuis 5 ans et qu'ils appartiennent à son père, puis il s'énerve soudain en lui reprochant sa méfiance continuelle. Il lui rappelle qu'elle peut s'en aller si elle le souhaite. Elle s'excuse et accepte son idée : rendre visite à la femme de Terrence Steadman. Celle-ci leur révèle que si elle n'était pas certaine que Lincoln Burrows avait tué son mari, n'importe quel actionnaire de la société Ecofield, entreprise dirigée par Terrence Steadman, aurait pu le faire. Un demi milliard de dollars risquait de partir en fumée.
Abruzzi apprend que Falzone a mis la main sur tout son argent et qu'il rencontre désormais à la prison Gus Fiorello un autre détenu. Celui-ci était son ancien bras droit, il explique à Abruzzi que désormais il n'a plus à recevoir ses ordres car Falzone est furieux de n'avoir pas eu l'adresse de Fibonacci.
Abruzzi se venge en pleine nuit en lui crevant l'un de ses yeux. Mais le lendemain, Bellick n'a toujours pas reçu son argent et lui retire la direction de la PI. L'équipe n'a plus accès à la salle des gardiens. 
Lincoln réussit à obtenir le droit de téléphoner à son fils. Celui-ci lui affirme qu'il n'a pas commis de meurtre et accepte de contacter Nick Savrinn. Apercevant soudain les agents Hale et Kellerman, L.J prend la fuite et réussit à les semer. Il téléphone à Veronica qui lui dit de la rejoindre à Lake Mercer. En même temps, elle lui envoie un message dans lequel elle lui demande de la rejoindre à New Glarus. Elle savait que les agents des services secrets écoutaient la ligne, elle voulait les mettre sur une fausse piste. L.J. rejoint donc la cachette de Nick et Veronica et envoie un message codé à son père pour lui expliquer qu'il est désormais en sécurité.
Sara découvre que Michael consultait un psychiatre avant d'être emprisonné à Fox River. Elle part le rencontrer et apprend que Michael souffre d'un déficit d'inhibition latente, ce qui, cumulé avec une grande intelligence, fait de lui une sorte de « génie ». Le psychiatre lui explique également qu'il est très sensible à la souffrance qui l'entoure. Ces révélations plongent Sara dans la perplexité. Elle ne comprend pas la raison pour laquelle Michael s'est retrouvé à Fox River.

## Informations complémentaires

### Chronologie
- Les évènements de cet épisode se déroulent le 30 avril et se poursuivent les 1er et 2 mai.

### Divers
- Le titre original de l'épisode, Tweener, est le surnom que donne T-Bag à David Apolskis. Celui-ci est à la fois rejeté par les blancs et par les noirs.

- Lorsque Tweener tente d'engager la conversation avec C-Note, l'une des manches de son t-shirt est relevée. On peut apercevoir les lettres "LG" tatouées en haut de son bras. Ce sont les initiales de l'acteur qui joue le rôle de Tweener: Lane Garrison.